# Siegfried Reich
Siegfried „Siggi“ Reich (* 29. September 1959 in Fallersleben, heute Wolfsburg) ist ein ehemaliger deutscher Fußballspieler.

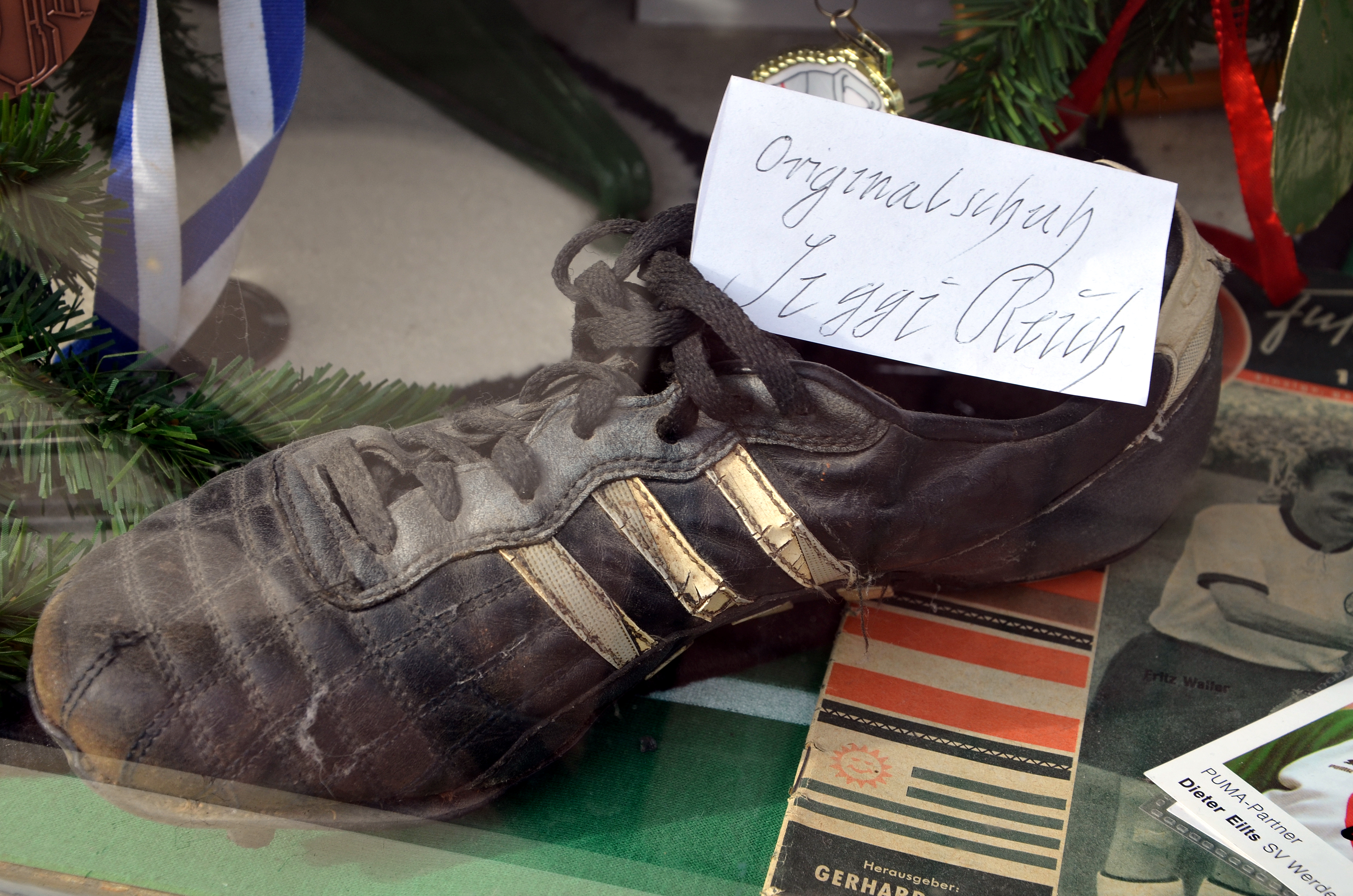
„Originalschuh Siggi Reich“ der Marke Adidas in einem Schaufenster am Engelbosteler Damm in Hannover

## Leben
Der Mittelstürmer Siegfried Reich spielte beim VfL Wolfsburg. Im Mai 1981 lag er nach einem Verkehrsunfall auf der Intensivstation. Zu diesem Zeitpunkt war sein Wechsel zu Borussia Mönchengladbach bereits beschlossen. Dort konnte er sich allerdings nie richtig durchsetzen und war meist Ersatzspieler. 1983 ging er zu Borussia Dortmund, bei der er sich ebenfalls nicht etablieren konnte und wechselte in der Saison 1984/85 zu Arminia Bielefeld. Hier erspielte er sich erstmals einen Stammplatz, jedoch konnten seine 18 Tore in dieser Saison – bis heute Ligarekord der Arminia – den Abstieg seines Klubs nicht verhindern.
Er blieb zwar in der Fußball-Bundesliga, stieg mit seinem neuen Verein Hannover 96 am Ende der Saison 1985/86 allerdings ebenfalls ab. Reich ging dann erstmals mit den Hannoveranern in die 2. Liga. Mit seinen 26 Toren hatte er in der folgenden Spielzeit Anteil am direkten Wiederaufstieg des Vereines. In der Saison 1987/88 traf er 17-mal für Hannover 96 und erreichte mit der Mannschaft den zehnten Platz der Tabelle.
1989 stieg Reich erneut mit Hannover 96 ab, ging zunächst mit in die 2. Liga und wechselte im Laufe der Saison zu Bayer 05 Uerdingen. Nachdem er in Uerdingen kaum noch zum Einsatz gekommen war, löste er den Vertrag mit den Krefeldern 1991 auf und versuchte beim VfL Wolfsburg einen Neuanfang in der Oberliga Nord. Der Aufstieg in die 2. Bundesliga gelang auch dank seiner Treffsicherheit. In der 2. Liga gehörte Reich bis zu seinem Karriereende 1996 bei den Wolfsburgern zu den torgefährlichsten Stürmern der Liga. So wurde er in der Saison 1992/93 mit 27 Toren erneut Torschützenkönig. Mit dem VfL Wolfsburg erreichte er auch seinen größten Erfolg: 1995 stand er im Finale um den DFB-Pokal 1995, verlor das Spiel aber gegen seinen früheren Klub Borussia Mönchengladbach mit 0:3.
Am 22. März 1988 erzielte Reich im Spiel beim VfB Stuttgart ein Tor für Hannover 96 direkt nach der Ausführung eines Anstoßes aus dem Mittelkreis heraus über den VfB-Keeper Eike Immel hinweg. Dieser Treffer wurde zum Tor des Monats März 1988 gewählt.
1996 übernahm er das Sportgeschäft seines Vaters in Fallersleben, das er bis 2019 betrieb.
Heute spielt Reich in der Altherren-Kreisliga Wolfsburg für die TSG Mörse.